# Bratsk
Bratsk (en russe : Братск) est une ville de l'oblast d'Irkoutsk, en Russie. Sa population s'élevait à 225 037 habitants en 2021.

## Étymologie
Le toponyme est né de la modification phonétique du mot bouriaty (bouriates) en braty («  frères » en russe). Cette modification viendrait de la difficulté pour les premiers Russes de prononcer le mot bouriaty.

## Géographie
Bratsk est arrosée par l'Angara. Elle est située près du réservoir de Bratsk, à 485 km au nord-ouest d'Irkoutsk et à 3 839 km à l'est de Moscou.

## Histoire
Bratsk s'est édifiée autour du fort établi par Maxime Perfiliev en 1631. La ville s'est rapidement développée à partir du milieu des années 1950 avec la construction d'une centrale hydroélectrique de 4 500 MW.

## Politique et administration

### Statut
La ville a le statut de ville d'importance régionale au sein de son oblast.

### Résultats électoraux
| Scrutin          | 1er tour | 1er tour | 1er tour | 1er tour | 1er tour | 1er tour | 1er tour | 1er tour | 1er tour | 1er tour | 1er tour | 1er tour | 2d tour     | 2d tour     | 2d tour     | 2d tour     | 2d tour     | 2d tour     | 2d tour     | 2d tour     |
| Scrutin          | 1er      | 1er      | %        | 2e       | 2e       | %        | 3e       | 3e       | %        | 4e       | 4e       | %        | 1er         | %           | 2e          | %           | 3e          | %           | 4e          | %           |
| ---------------- | -------- | -------- | -------- | -------- | -------- | -------- | -------- | -------- | -------- | -------- | -------- | -------- | ----------- | ----------- | ----------- | ----------- | ----------- | ----------- | ----------- | ----------- |
| Municipales 2024 |          | SE       | 68,55    |          | ER       | 21,89    |          | KPKR     | 2,15     |          | LDPR     | 2,05     | Tour unique | Tour unique | Tour unique | Tour unique | Tour unique | Tour unique | Tour unique | Tour unique |

## Population
Recensements ou estimations de la population
| 1959*  | 1970*   | 1979*   | 1989*   | 2002*   |
| ------ | ------- | ------- | ------- | ------- |
| 15 814 | 155 362 | 213 725 | 255 705 | 259 335 |

| 2010*   | 2013    | 2014    | 2015    | 2016    |
| ------- | ------- | ------- | ------- | ------- |
| 246 319 | 241 273 | 238 825 | 236 313 | 234 147 |

| 2017    | 2018    | 2019    | 2020    | 2021    |
| ------- | ------- | ------- | ------- | ------- |
| 231 602 | 229 286 | 227 467 | 226 269 | 225 037 |

## Économie
L'économie de Bratsk repose sur une puissante centrale hydroélectrique  et l'exploitation industrielle des ressources naturelles de la région :

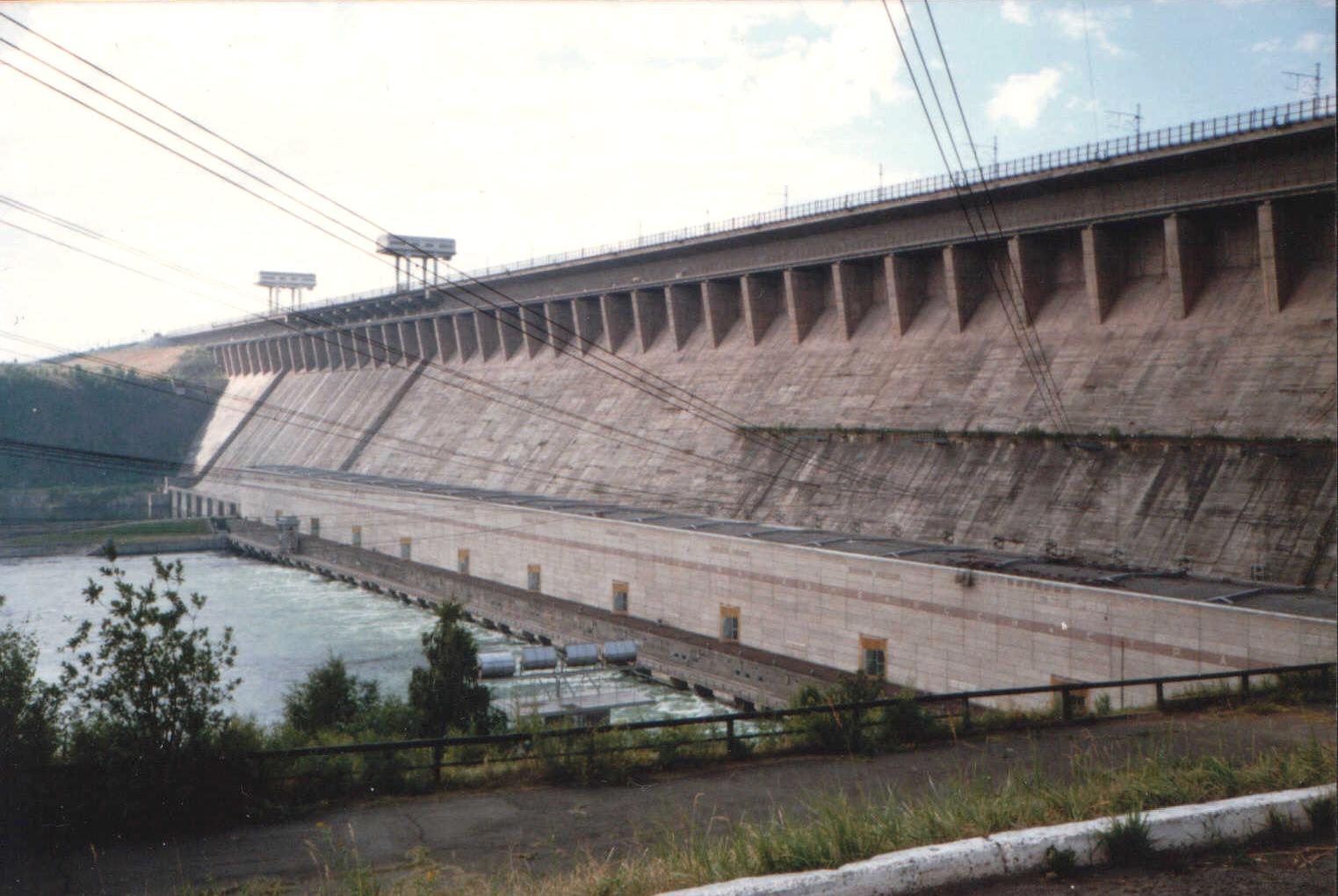
Centrale hydroélectrique de Bratsk.

- Centrale hydroélectrique de Bratsk : c'est la deuxième de Russie par sa puissance de 4 500 MW et sa production de 22,6 milliards de kWh par an. La construction du barrage et de la centrale électrique a duré de 1954 à 1967. La centrale est exploitée par la société Irkoutskenergo.
- Usine d'aluminium de Bratsk : 75 % de l'énergie électrique produite par la centrale hydroélectrique de Bratsk alimentent l'usine d'aluminium de Bratsk (en russe Братский алюминиевый завод, БрАЗ, ou Bratski aliouminievy zavod, BrAZ), qui appartient au groupe Rusal. Mise en service en 1966, cette fonderie est la première du monde avec une production de 984 000 tonnes d'aluminium de première fusion (2006), soit 30 pour cent de la production russe et 4 pour cent de la production mondiale. Elle emploie 5 000 personnes[6].
- OAO Tsellioulozno-kartonny kombinat (ОАО "Целлюлозно-картонный комбинат") : combinat de cellulose et de carton.

La ville est également desservie par un aéroport, l'aéroport de Bratsk.

## Pollution

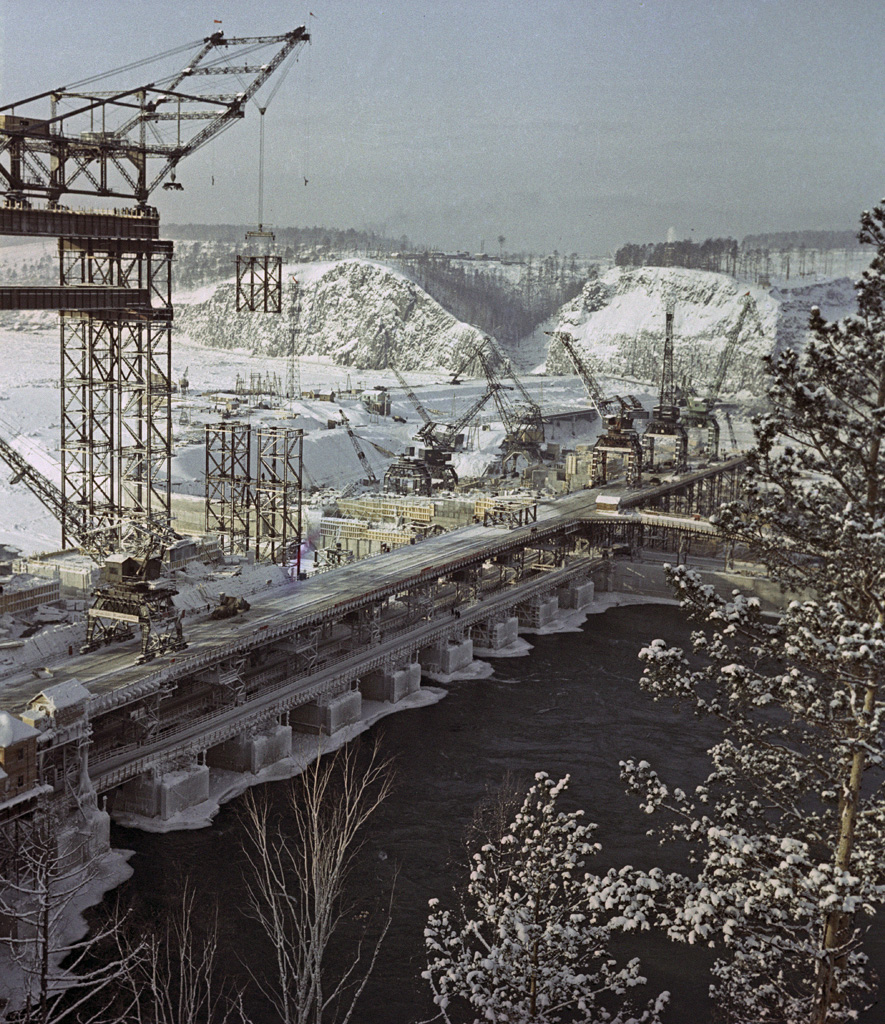
Construction de la centrale
Photo Max Alpert

Bratsk est régulièrement cité parmi les « Dirty Thirty » du Blacksmith Institute, c'est-à-dire les trente lieux les plus pollués de la planète.
Jusqu'à récemment, le réservoir de Bratsk — un des plus grands du monde — était une source d'eau potable pour les villes avoisinantes. En 1998, après que des tonnes de mercure furent découvertes au fond du réservoir, des avertissements furent donnés aux habitants locaux. Le réservoir demeure néanmoins une source de pêche pour nombre d'habitants qui en dépendent. La région est la plus polluée au mercure de toute la Sibérie.
Bratsk a été déclarée zone de désastre écologique. L'usine d’aluminium de Bratsk est la cause d'une pollution de l'environnement à un degré tel que Tchekanovski a dû être évacuée en 2001 en raison d'une très haute fréquence des urgences médicales.

## Sport
- FK Sibiriak Bratsk, club de football fondé en 1967.